# Lethrus bulbocerus
Lethrus bulbocerus är en skalbaggsart som beskrevs av Fischer Von Waldheim 1845. Lethrus bulbocerus ingår i släktet Lethrus och familjen tordyvlar. Utöver nominatformen finns också underarten L. b. tarbagataicus.